# Trận Yenidje
Trận Yenidje hay là Yenice, còn gọi là Trận Giannitsa (tiếng Hy Lạp: Μάχη των Γιαννιτσών), là một trận đánh giữa Quân đội Hy Lạp và Quân đội Đế quốc Ottoman vào ngày 2 tháng 11 năm 1912, tức là ngày 20 tháng 10 theo lịch cũ, trong cuộc Chiến tranh Balkan lần thứ nhất. Quân Hy Lạp đã tiến công các phòng tuyến vững chãi của quân Ottoman và giành chiến thắng sau một cuộc giao tranh đẫm máu. Mở đường tiến binh về Thessaloniki và chiếm giữ Yenidje (nay là Giannitsa).
Ban đầu, quân Thổ Ottoman với viện binh từ vùng Bitola đã chống trả dữ dội. Tuy nhiên, cuối cùng quân Hy Lạp đã tràn ngập các cứ điểm của họ. Cùng với các thắng lợi của quân Serbia và quân Bulgaria tại trận Kumanovo và trận Lule Burgas, thắng lợi vang dội của người Hy Lạp tại Yenidje đã góp phần nhanh chóng tiêu diệt các Tập đoàn quân Ottoman hùng mạnh.
Với thất bại này, quân Ottoman phải chịu thương vong 300 Sĩ quan. Quân Hy Lạp chịu thiệt hại nhỏ hơn so với quân Ottoman.